# Republikanische Brüder
Die Republikanischen Brüder (arabisch الإخوان الجمهوريون, DMG al-iḫwān al-ǧumhūrīyūn) waren eine Gruppe von islamischen Reformdenkern, die besonders in den 1970er und 1980er Jahren im Sudan aktiv war. Zentraler Lehrpunkt der Gruppe war, dass der Islam neben der traditionellen Scharia, die sich auf die medinischen Teile des Korans stützt und einen restriktiven und diskriminierenden Charakter hat, eine „Zweite Botschaft“ enthält, die in den mekkanischen Teilen des Korans enthalten ist und erst freigelegt werden muss, um die auf soziale und politische Gleichheit gegründete überzeitlich gültige Lehre des Islams zu entdecken. Die Republikanischen Brüder (auch als Republikaner bekannt) befürworteten die Gleichstellung von Frauen und Nicht-Muslimen, womit sie die traditionelle Auslegung der Scharia in Frage stellten. Ihre rationale politische Analyse kombinierten sie aber auch mit philosophisch-mystischen Lehren. Gründer und verehrter Lehrer („Ustādh“) der Gruppe war Mahmūd Muhammad Tāhā, der 1985 hingerichtet wurde. Ein weiterer wichtiger Vertreter ist ʿAbdallāh an-Naʿīm. Als kleine Bewegung von reformorientierten Intellektuellen lebt die Bewegung bis heute weiter.

## Geschichte

### Gründung der Republikanischen Partei
Die Republikaner starteten als politische Partei 1945 im Anglo-Ägyptischen Sudan. Im Oktober 1945 gründete Mahmud Muhammad Tāhā zusammen mit einer Reihe von Intellektuellen die Republikanische Partei (al-ḥizb al-ǧumhūrī). Mit der Bezeichnung „Republikaner“ forderten sie nicht nur diejenigen Sudanesen heraus, die eine Vereinigung mit dem Königreich Ägypten befürworteten, sondern brachten auch ihre Ablehnung einer geplanten mahdistischen Monarchie für den Sudan zum Ausdruck. Politische Ziele der Partei waren die Schaffung einer unabhängigen, föderalistischen Republik Sudan, in der ein „demokratischer Sozialismus“ individuelle Freiheit und soziale Gerechtigkeit garantieren sollten. Ein weiteres Ziel der Gruppe war es, die politische Vormacht der beiden großen Gemeinschaften Chatmiyya und Ansār zu brechen.
Kurz nach der Ankündigung der Gründung ihrer Partei gaben die Republikaner ein Manifest heraus, in dem sie ihre Positionen zu einigen der wichtigsten Themen der Zeit darlegten, darunter Politik, Wirtschaft, Bildung und Frauen. In diesem Manifest mit dem Titel as-Sifr al-auwal („Das erste Buch“), das in vielerlei Hinsicht einen islamisch-religiösen Charakter hat, heißt es:

„Die Republikanische Partei strebt danach, das Leben nach dem Vorbild der wahren Religion (ad-dīn al-ḥanīf) zu führen. … Sie strebt danach, das Leben wieder so zu gestalten, wie es zu Zeiten ʿUmars – ʿUmar, des Großen – war, als die Menschen noch so menschlich waren wie Adam, als sie Gott fürchteten und nichts anderes fürchteten. Tage, an denen die Menschen so menschlich waren wie Adam - Tage, an denen die Menschen Gott fürchteten und nichts anderes als Ihn – Tage, an denen sie nach Ehre strebten, sie bei Gott suchten und wussten, dass die Ehre Gott gehört - ja, die Republikanische Partei strebt danach, das Leben wieder so zu gestalten, wie es in jenen guten alten Tagen war, und der Weg, auf dem die Republikanische Partei dies tun kann, ist durch Bildung in einem anderen Stil als dem irreführenden Stil, dem wir heute folgen.“

Die Republikaner betrachteten sich als Partei des Volkes und wählten daher die Taktik des „direkten Engagements“: Sie verteilten Flugblätter und sprachen die einfachen Menschen auf der Straße, in Moscheen, Clubs und Cafés an. In den Flugblättern wandten sie sich gegen die Kolonialmächte und propagierten die Unabhängigkeit des Sudan ohne Bindung an Ägypten oder England. In einer Erklärung vom 18. Februar 1946 appellierten sie an die Aschiqqā'-Partei und die Umma-Partei, die Nationalbewegung nicht zu zersplittern und weder den Engländern noch Ägypten in die Hände zu spielen. Diese Aktivitäten führten allerdings im März 1946 zur Verhaftung und Inhaftierung von Tāhā und mehreren Republikanern.
Die übrigen Republikaner führten eine heftige Kampagne gegen Tāhās Inhaftierung, die die Behörden dazu veranlasste, ihn nach 50 Tagen bedingungslos freizulassen. Republikanische Autoren vermuteten, dass Tāhā freigelassen wurde, weil die Behörden keinen Nationalhelden aus ihm machen wollten. Durch die Kampagne konnte die Partei ihre Popularität steigern zu und ihre Mitgliederzahl auf 100 erhöhen.

### Protest gegen das Verbot der pharaonischen Beschneidung
Zwei Monate nach seiner Freilassung waren die Republikaner in die sogenannte „Rufāʿa-Episode“ verwickelt, die zur Neugestaltung ihrer Bewegung führen sollte. Auslöser war, dass die britische Kolonialregierung dem sudanesischen Strafgesetz Anfang 1946 einen Artikel hinzufügte, der die pharaonische Beschneidung zu einem Straftatbestand machte, der mit Geld- und Freiheitsstrafen geahndet wurde. Obwohl die Republikaner die pharaonische Beschneidung ebenfalls ablehnten, bekämpften sie die neue gesetzliche Regelung und sahen darin einen kalkulierten Versuch, die Sudanesen zu stigmatisieren und zu demütigen und sie als „barbarisches“ und „rückständiges“ Volk darzustellen, das nicht reif für die Unabhängigkeit sei. Schon 1945 hatten sie einen Traktat veröffentlicht, in dem sie die Position vertraten, dass die Praktik zwar verwerflich sei, jedoch nur durch Erziehung und nicht durch eine gesetzliche Anordnung aus der sudanesischen Gesellschaft verbannt werden könne. Indem sie das Gesetz bekämpften, glaubten sie, die Ehre (karāma) der sudanesischen Frauen zu verteidigen und sich für die Freiheit des Landes einzusetzen.
Als im September 1946 in Tāhās Heimatstadt Rufāʿa eine Frau verhaftet wurde, weil sie eine solche Beschneidung durchgeführt hatte, die Operation durchgeführt hatte, nahm er diesen Vorfall zum Anlass, um in einer Chutba zum Dschihad gegen die Briten aufzurufen. Tāhās Anhänger griffen daraufhin das Polizeihauptquartier an, so dass die Polizei die Frau wieder frei lassen musste. Die antibritische Propaganda, die die Republikaner im Zuge des Rufāʿa-Ereignisses verbreiteten, wurde jedoch bald von der britischen Administration durch Verhaftung der Anführer der Revolte ihre Verurteilung zu Gefängnisstrafen zum Stillstand gebracht. Tāhā selbst wurde zu zwei Jahren Gefängnis verurteilt und einem zusätzlichen Jahr polizeilicher Überwachung belegt.

### Verwandlung in eine religiöse Reformbewegung
Während seiner zweijährigen Haft entwickelte Tāhā seine Ideen von der Zweiten Botschaft des Islam, die zum ideologischen Kern der republikanischen Bewegung werden sollte. Die Republikaner stellten ihre politischen Aktivitäten während der Zeit seines Gefängnisaufenthaltes und seiner anschließenden zweijährigen freiwilligen Isolation in Rufāʿa ein, um 1951 mit seiner neuen Botschaft anstelle eines politischen Programms wieder an die Öffentlichkeit zu treten. Seit dieser Zeit betrachteten sich die Republikanischen Brüder nicht mehr so sehr als politische Partei, sondern mehr „als eine religiös-aufklärerische und erzieherische Bewegung zur Verbreitung von Tāhās anti-legalistischem, humanitärem Islamverständnis.“ Sie selbst versuchten als eine vorbildliche Gemeinschaft zu leben. Dazu gehörte, dass die jungen, unverheirateten Männer und Frauen, die den Republikanern für ein bis zwei Jahre eine Art Noviziat in einem der Häuser der Organisation verbrachten. 1973 besaßen die Republikaner drei Häuser in Khartum und drei weitere in anderen Städten des Sudan.
Zu parlamentarischen Wahlen traten die Republikanischen Brüder nie an, doch veröffentlichten sie im Dezember 1955, kurz vor Entlassung Sudans in die Unabhängigkeit, ihr wichtigstes politisches Dokument: Usus Dustūr as-Sūdān („Grundlagen der Verfassung des Sudan“). Dieses Dokument sah eine föderale, demokratische und sozialistische Republik vor, die sich an den Grundsätzen des Korans orientiert. Ihre Beteiligung an der Ende 1956 einberufenen Kommission zur Erarbeitung eines Entwurfs für eine permanente Verfassung war nur von kurzer Dauer, weil bereits in der ersten Sitzung deutlich wurde, dass die von Ansār und Chatmīya dominierte Regierung Einfluss zu nehmen versuchte. Daraufhin zogen sich die Republikanischen Brüder zurück und begründeten ihren Schritt in einer veröffentlichten Erklärung damit, dass die Abhängigkeit der Verfassungskommission von der Regierung ihrer Vorstellung von Volkssouveränität widerspreche.

### Unterstützung der Militärregierung von ʿAbbūd
Nach dem Putsch von General Ibrāhīm ʿAbbūd am 17. November 1958 stellten sich die Republikaner auf die Seite des neuen Militärregimes. Zwar stand die politische Realität des ʿAbbūd-Regimes mit dem Verbot von sämtlicher Parteien und Gewerkschaften den Idealen der Republikaner diametral entgegen, doch sahen sie das als einen „bitteren Tropfen“ an, den das sudanesische Volk schlucken müsste, um die Unabhängigkeit seines Landes von Ägypten zu wahren. Außerdem hofften sie, dass ʿAbbūd der ṭāʾifīya ein Ende bereiten würde, einer Politik von eng mit den Bruderschaften verknüpften Parteien, die von kleinlichen Rivalitäten und gegenseitigem Misstrauen der politischen Partner charakterisiert war.
Während ʿAbbūds Militärherrschaft konnten die Republikaner ihre Aktivitäten fortsetzen und Vorträge halten, allerdings schlossen konservative Gelehrte, von den Republikanern als Salafīyūn bezeichnet, die republikanischen Studenten 1960 aus dem Wissenschaftlichen Institut Omdurman aus und erwirkten eine Fatwa von dem sudanesischen Ober-Qādī, nach der ihre Ideen als gefährlich für die Sicherheit waren. Die Republikaner durften daraufhin keine Vorträge mehr in den öffentlichen Clubs halten oder Artikel in den Zeitungen veröffentlichen. Sie verlegten daraufhin ihre Vorträge in Privathäuser und veröffentlichten das Buch „Islam“, um die ihrer Ansicht nach falsche Darstellung ihrer Ideen durch die konservativen Gelehrten zu korrigieren.
Auch wenn die Republikaner einige Aspekte des Regimes von ʿAbbūd kritisierten, verurteilten sie seinen Sturz im November 1964 als eine Verschwörung der an die Bruderschaften gebundenen Parteien. In einer Erklärung warnten sie, dass nach dem Sturz die ṭāʾifīya wieder aufleben würde und die Parteien erneut Partikularinteressen der religiösen Elite vertreten würden.

### Konfrontation mit den Islamisten Ende der 1960er Jahre
Ende der 1960er Jahre zählte die Republikanische Partei rund 300 Mitglieder und begann, sich außerhalb von Khartum zu organisieren. Als traditionalistische Muslime und mit den Bruderschaften verknüpfte Parteien 1965 versuchten, eine islamische Verfassung im Sudan einzuführen, traten die Republikaner mit ihren religiös-politischen Positionen stärker hervor. Im Januar 1968 nahmen sie mit der Schrift ad-Dustūr al-islāmī naʿam wa-lā („Die islamische Verfassung, Ja und Nein“) zur laufenden Diskussion darüber Stellung. Sie lehnten das vorgeschlagene Dokument ab, mit der Begründung, dass es weder eine Verfassung noch islamisch sei, weil es beispielsweise Nichtmuslime und Frauen diskriminiere.
Im November 1968 wurde Tāhā vor dem Hohen Scharia-Gericht in Khartum wegen Apostasie angeklagt. In der Petition der Kläger wurde das Gericht auch dazu aufgefordert, die Auflösung der Republikanischen Partei zu erklären, die Einziehung von Tāhās Büchern anzuordnen, seine Ehe mit seiner muslimischen Frau aufzulösen und ihm und seinen Anhängern zu verbieten, im Namen des Islam zu sprechen oder den Koran auszulegen. Der Prozess gegen ihn wurde von den Republikanischen Brüdern ausgiebig genutzt, um die Ungeeignetheit des Scharia-Gesetzes und seine angebliche Verletzung von Menschenrechten und Grundrechten der Verfassung aufzuzeigen.
Mit einem versuchten Attentat auf Tāhā in der Moschee von al-Abyad am 22. Mai 1969 erreichte die Gegnerschaft zwischen Republikanern auf der einen und islamistischen Kreisen und dem religiösen Establishment auf der anderen Seite ihren Höhepunkt. Die durch den Prozess und den Anschlag erzeugte öffentliche Aufmerksamkeit brachte der Bewegung in den nächsten Jahren viele Konvertiten, und die Universität Khartum wurde zu einem Zentrum der republikanischen Aktivitäten.

### Wachstum während der Militärherrschaft an-Numairīs
Als sich am 25. Mai 1969 Dschaʿfar an-Numairī ohne Blutvergießen an die Macht putschte, wurde dies von den Republikanern begrüßt, denn sämtliche Putschisten gehörten wie die Republikaner der von den Bruderschaften unabhängigen städtischen Mittelschicht an, die säkulare Bildungseinrichtungen durchlaufen hatte. Außerdem vereitelte der Putsch die Installierung einer islamischen Verfassung, die unmittelbar bevorzustehen schien.
Da nach der Mairevolution alle politischen Parteien im Sudan verboten wurden, änderten die Republikaner ihren Namen in „Republikanische Brüder“, doch konnten sie ihre Aktivitäten unter dem Numairī-Regime relativ unbehelligt fortsetzen. Die republikanischen Büros in Morada wurden geschlossen, und das Haus von Tāhā in Sawra wurde zum geschäftigen Zentrum der Republikanischen Bruderschaft. Eine kurze Zeit lang verwendeten die Republikaner für ihre Bewegung auch den Namen „Neue Islamische Mission“ (ad-daʿwa al-Islāmīya al-ǧadida), der das Wesen ihres Denkens besser widerspiegelte, aber diese Bezeichnung gab ihren Gegnern die Möglichkeit, ihr Anliegen zu entstellen, indem sie suggerierten, sie würden einen „neuen Islam“ fordern. Deshalb gaben sie ihn bald wieder auf.
Während die Differenzen der Republikaner mit dem religiösen Establishment unvermindert fortdauerten, war das Verhältnis mit dem Numairī anfänglich spannungsfrei. Öffentliche Vorträge Tāhās waren zwar seit Anfang 1973 offiziell verboten und die Straßenecken-Diskussionen der Republikaner wurden auch häufig durch die Polizei gestört, doch ist die Toleranz des Numairī-Regimes gegenüber der Religionspropaganda der Republikaner durch die sprunghaft steigende Anzahl ihrer Veröffentlichungen nach 1969 und die regelmäßige Veröffentlichung von Artikeln republikanischer Autoren in dem vom sudanesischen Informationsministerium herausgegebenen Magazin Sudanow belegt. John Garang, der Führer der Sudanesischen Volksbefreiungsbewegung sprach 1985 sogar davon, dass an-Numairī 1969 einen Pakt mit den Republikanischen Brüdern geschlossen habe. A. Oevermann erkennt auch ideologische Berührungspunkte zwischen den Republikanern und dem Numairī-Regime. Insbesondere Numairīs mit sozialistischer Ideologie gerechtfertigter Versuch, im Rahmen einer Welle von Verstaatlichungen 1970 die politische Macht der Bruderschaften durch Enteignung von Geschäftskapital und Landbesitz zu schwächen, fand ihren Beifall.
In den 1970er und frühen 1980er Jahren erlebte die republikanische Bewegung ihr größtes Wachstum. Auch wenn ihre Anhängerschaft nur wenige hundert zählte, konnte sie doch bei einigen Themen einen unverhältnismäßigen Einfluss ausüben und genoss den Respekt der intellektuellen Elite. An den Universitäten, wo selbst unter den Militärregimes ein größeres Maß an freier politischer und intellektueller Betätigung geduldet wurde, richteten republikanische Aktivisten „Diskussionsecken“ ein, die große Menschenmengen anzogen und republikanische Ideen ins Zentrum der religiös-intellektuellen Polemik einiger Universitäten brachten. Die Republikaner betrachteten diese „freien Foren“ als Mittel, um die verbreiteten Loyalitäten gegenüber den patrizischen Eliten, die die Demokratisierung des Sudan behinderten, und die "importierten" Ideologien der Kommunisten und der Muslimbrüder in Frage zu stellen.
Die Republikaner führten tägliche Kampagnen in den Straßen durch und zeigten Ausstellungen in einem transportablen Großraumzelt. Oppositionsgruppen im Sudan, die unter den Militärregimen Flugblätter verteilten, taten dies in der Regel im Verborgenen. Indem die Republikaner mit dieser Praxis brachen und ihre Flugblätter öffentlich verteilten, versuchten sie auch die Öffentlichkeit zu einer offenen Debatte über die betreffenden Themen zu bringen. Um ihre Lehre zu verbreiten, reisten die Republikaner in die verschiedenen sudanesischen Städte, darunter auch nach Juba im Süden. Einer der republikanischen Missionare, Ibrāhīm Yūsuf, reiste sogar nach Kairo, um dort die Bücher der Bewegung unter der kulturellen Elite zu verteilen.

### Verfolgung durch das Numairī-Regime
In den späten 1970er Jahren setzten sich die Republikaner intensiv für die Rechte von Nicht-Muslimen ein und stellten sich an die Spitze der Oppositionsbewegung gegen die Neuausrichtung des Bürgerlichen Rechts an der Scharia. Sie veröffentlichten eine Reihe von Flugblättern, in denen sie die Regierung dafür kritisierten, dass sie den Muslimbrüdern immer mehr Handlungsspielraum einräumte, und vor den geplanten Änderungen des Rechtssystems warnten. Zwar vermieden sie im Allgemeinen eine direkte Konfrontation mit Numairī, doch gerieten sie durch diese Aktivitäten zunehmend in die Rolle einer von der Regierung verfolgten oppositionellen Bewegung.
Einer der jungen und wortgewandten Sprecher der Bewegung war ʿAbdallāh an-Naʿīm, Dozent für Straf- und Verfassungsrecht an der Universität Khartum. Die Zurücknahme einer Einladung an ihn zur Teilnahme an einer Konferenz über Menschenrechte und Islam im Dezember 1980 spiegelte nach Richard P. Stevens den Wunsch einiger islamischer und politischer Autoritäten, den Republikanischen Brüdern ein öffentliches Forum zu verweigern. Durch die Vorabverbreitung von an-Na'ims Vortrag wurden die Teilnehmer auf seine Position aufmerksam, worauf sie zu verhindern versuchten, dass ein wortgewandter Sprecher der Bewegung ihre Position zum ersten Mal offiziell auf einer offenen arabisch-islamischen Konferenz außerhalb des Sudan darlegen könnte. Zwar konnte ʿAbdallāh an-Naʿīm im Juni 1981 noch in Sudanow einen Kommentar zur „Weltkonferenz der islamischen Mission“ veröffentlichen, die im Frühjahr in Khartum getagt hatte, doch beklagt er in diesem Kommentar den Ausschluss seiner Organisation von der Konferenz durch den sudanesischen Minister für Religiöse Angelegenheiten ʿAun aš-Šarīf Qāsim und die gewaltsame Unterdrückung von Versuchen der Republikaner, ihre Thesen durch Verteilung von Pamphleten und Büchern an Konferenzteilnehmer ins Gespräch zu bringen.
Im Mai 1983 veröffentlichten die Republikanischen Brüder ein Pamphlet mit dem Titel Al-Hawas ad-dīnī yuṯīr al-fitna li-yaṣil ilā s-sulṭa („Die religiöse Verblendung schürt Zwietracht, um an die Macht zu gelangen“). Darin erklärten sie zwar ihre prinzipielle Unterstützung für das Numairī-Regime, kritisierten aber auch den der Muslimbruderschaft nahestehenden Vizepräsidenten und Chef des staatlichen Sicherheitsdienstes ʿUmar Muhammad at-Taiyib dafür, dem radikalen ägyptischen Scheich al-Mutīʿī, der für die Anstiftung zu religiöser Gewalt zwischen Kopten und Muslimen in Ägypten verantwortlich war und unablässig die Ansichten der Republikaner als ketzerisch angriff, freien Zugang zu den Medien gewährt zu haben. Kurz darauf sperrte die Regierung 50 republikanische Führer, darunter Tāhā und an-Naʿīm, ohne Anklage ein. Da Numairi unmittelbar nach der Verhaftung der Republikaner seine Absicht ankündigte, die Scharia einzuführen, wird vermutet, dass er mit dieser Maßnahme ihre wahrscheinliche Opposition auszuschalten versuchte.
Die Gruppe blieb ca. 19 Monate in Haft, ohne dass gegen sie Anklage erhoben wurde. Nach ihrer Freilassung am 19. Dezember 1984 verurteilten die Republikaner weiterhin die islamischen Gesetze, die Numairi während ihrer Haft erlassen hatte. Schon am 25. Dezember 1984 veröffentlichten sie eine Broschüre mit dem Titel „Dies Oder die Sintflut“ (hāḏā au aṭ-ṭūfān), in der sie die Gesetze vom September 1983, mit denen die Hadd-Strafen eingeführt worden waren, anprangerten und erklärten, dass sie „gegen die Scharia und gegen die Religion selbst verstoßen“. Die Broschüre betonte auch, dass sich aus der Diskriminierung von Nicht-Muslimen durch die Scharia eine Gefahr für die nationale Einheit des Landes ergebe, und forderte die Aufhebung der September-Gesetze, die Beendigung des Bürgerkriegs im Süden und die Umsetzung einer friedlichen Lösung.
Am 5. Januar 1985 wurde Tāhā zusammen mit vier Republikanern verhaftet und vor ein Sonderstrafgericht gestellt. Die Republikaner erkannten die Autorität des Gerichts nicht an und boykottierten es. In seinem Urteil befasste sich das Gericht, das nur aus einem unerfahrenen Richter bestand, mit einer Bewertung von Tāhās Gedankengut, wobei es sich auf die Behauptung der Republikaner konzentrierte, dass die Scharia Mohammeds nicht mehr den Bedürfnissen moderner Muslime gerecht werden könne. Mahmud Muhammad Tāhā wurde von dem Gericht wegen Apostasie zum Tode verurteilt, die vier anderen Republikaner wurden dazu gezwungen, öffentlich zu widerrufen.
Der saudische Gelehrte ʿAbd al-ʿAzīz ibn Bāz, der zu dieser Zeit in Mekka als Präsident die achte Sitzung der Rechtsakademie der Islamischen Weltliga eröffnete, bekundete dem sudanesischen Staatschef telegraphisch seinen Dank und den Dank der Mitglieder der Sitzung für die „Durchführung des Todesurteils an dem atheistischen Ketzer und Feind Gottes, Maḥmūd Muḥammad Ṭāhā, Präsident der irreführenden und außerhalb des Islam stehenden Gruppe - genannt Republikanische Brüder“.
Vielen sudanesischen Intellektuellen erschien die erneute Verhaftung, Verurteilung und Hinrichtung von Mahmūd Muhammad Tāhā unter dem Vorwurf der Apostasie eher politisch als religiös motiviert zu sein. Der amerikanische Islamwissenschaftler John L. Esposito urteilte: „Numayri wählte mit den Republikanischen Brüdern ein leichtes Ziel, um seine Absicht zu symbolisieren, seine Kritiker zum Schweigen zu bringen, und um die Unterstützung der muslimischen Bevölkerung zu gewinnen.“

### Die Bewegung nach Tāhās Hinrichtung
Nach Tāhās Hinrichtung am 18. Januar 1985 schloss die Regierung die Häuser seiner Schüler, verbrannte ihre Bücher und erklärte es zu einem Kapitalverbrechen, Mitglied der Republikaner zu sein. Die Bewegung verlor danach stark an Dynamik. Eine Umfrage, die zwei Jahre danach durchgeführt wurde, ergab, dass weniger als ein Drittel der ehemaligen Republikaner die Bewegung fortsetzen wollten. 44 Prozent der Interviewten hatten begonnen, an ihren republikanischen Lehren zweifeln, während 40 Prozent angaben, dass die Hinrichtung Tāhās ihren Glauben an ihn bestärkt habe.
Mit dem von den Muslimbrüdern unterstützten Militärputsch vom 30. Juni 1989 kam es zu einer neuen Unterdrückungswelle gegen die verbliebenen Mitglieder der Republikanischen Brüder. Bei einem Interview, das Thomas Schmidinger im April 2001 mit Republikanischen Brüdern und Schwestern im Sudan führte, berichteten sie ihm, dass die Organisation zwar im Untergrund und Exil weiter existiere, wegen ihrer Feinde aber nicht offen aufzutreten versuche. Vom Exil aus wurde lediglich eine Website betrieben, die aber nicht den Status einer offiziellen Website der Organisation besaß.

## Die Republikanischen Brüder als soziale Bewegung

### Anhängerschaft
Nach Abdullahi Ahmed An-Na'im hatten die Republikanischen Brüder im Jahr 1980 einige hundert feste Mitglieder, von denen viele über eine hohe Bildung verfügten. Es handelte sich in der Regel um junge Menschen, die in den urbanen Zentren lebten, wobei ihre überwältigende Mehrheit aus der Dschazira-Ebene und den nördlichen Regionen stammte. Die meisten Republikaner stammten aus ziemlich privilegierten Verhältnissen. Viele von ihnen waren auch mit der Universität Khartum verbunden, damals die einzige Universität des Landes.
An der Bewegung nahmen auch viele Frauen teil. So wurden Ende der 1970er Jahre züchtig gekleidete junge Frauen in weißen Gewändern beobachtet, die paarweise durch die Hauptverkehrsstraßen von Khartoum liefen, Flugblätter verteilten und für die Republikanische Reformbewegung warben. Sie gehörten zu den Republikanischen Schwestern. Zu dieser Zeit gehörten ungefähr 200 Frauen der Bewegung an, von denen die meisten aus republikanischen Familien kamen.

### Gruppenpartikularismus
Die Bewegung förderte bei ihren Mitgliedern auch einen Sinn für Partikularismus und propagierte die Idee, dass die Republikaner als eine „spirituelle Avantgarde“ mit der einzigartigen Mission betraut seien, Muslime und Nicht-Muslime aus ihrem Zustand der Dschāhilīya herauszuführen. Dieser Partikularismus zeigte sich unter anderem in der Vorliebe, nur mit anderen Republikanern zu verkehren, die kollektiven Gebete nur innerhalb der Republikaner-Gemeinschaft zu halten und beim Gebet solche Koranverse zu zitieren, die üblicherweise zur Untermauerung der republikanischen Position dienen.
Die Republikaner durften die Gebete nicht in den Moscheen halten und nicht auf Wallfahrt nach Mekka gehen, sondern sollten das Geld für die Werbung der Bewegung ausgeben.  Ab den späten 1960er Jahren hielten die Republikaner Treffen am Ende des Ramadans und am Fest des Fastenbrechens ab. Die Mitglieder wurden angehalten, das Fest nicht in der Familie zu begehen, sondern innerhalb der Gemeinschaft der Republikaner. Die jungen Mitglieder der Bewegung wurden auch dazu ermutigt, untereinander zu heiraten, wobei die Brautgabe nach den Regeln der Republikaner nur aus einem Sudanesischen Pfund bestand.
Trotz des starken Zusammenhalts trat in den späten 1960er Jahren innerhalb der Bewegung eine Spaltung ein, die sich unter anderem an der Frage entzündete, ob Männer, die Nachkommen von Sklaven waren, im Eherecht anderen Männern gleichgestellt werden sollten oder nicht. Den jüngeren „Rationalisten“, die nach Reformen drängten, standen die sogenannten Waqtadschīya gegenüber. Sie wurden deshalb so genannt, weil sie auf die Zeit (waqt) der Transformation warten wollten.

## Lehren und Positionen

### Die zwei Botschaften des Islams
Die Republikaner akzeptieren die Gesamtheit des Korans und der Hadithe, fordern jedoch deren Neuinterpretation. Der Koran selbst fällt nach der Lehre der Republikanischen Brüder in zwei verschiedene, sich aber nicht gegenseitig ausschließende Kategorien, die Texte aus mekkanischer Zeit und diejenigen aus medinischer Zeit. Nach Ansicht der Republikanischen Brüder sind die in den Offenbarungen von Mekka niedergelegten Grundsätze denen aus der Zeit von Medina weit überlegen. So würden zum Beispiel in den Texten aus Medina, die Mohammeds Anhänger dazu aufforderten, den Islam mit dem Schwert zu verbreiten, nicht mehr alle Männer als gleich betrachtet. Die hohen moralischen und sozialen Grundsätze, die in den mekkanischen Texten verankert sind, seien jedoch in medinischer Zeit vom Propheten auf privater Ebene weiter vorgelebt worden.
Auf die Einteilung des Korans in mekkanische und medinische Suren stützen die Republikanischen Brüder ihre Lehre, dass der Islam nicht aus einer, sondern aus zwei Botschaften besteht, der ersten und der zweiten. Hierbei wird entgegen der Chronologie der Inhalt der Texte aus Medina als „Erste Botschaft“ und der Inhalt der Texte aus Mekka als „Zweite Botschaft“ betrachtet. Die Erste Botschaft habe zwar das Leben auf der Arabischen Halbinsel gefördert, enthalte jedoch viele restriktive und diskriminierende Bestimmungen. Höhepunkt der Offenbarung seien jedoch nicht diese transitorischen Bestimmungen, sondern die grundlegenden Āyāt der Zweiten Botschaft, die „als eine Frage der freiwilligen moralischen Verpflichtung und nicht als rechtliche Verpflichtung umgesetzt werden sollen“. Die Zweite Botschaft des Islam soll Frauen auf den gleichen Status wie Männer erheben, Polygamie verbieten und der Ehe den höchsten Ehrenplatz unter den menschlichen Beziehungen einräumen.
Bevor die Zweite Botschaft des Islam angewendet werden kann, muss nach Auffassung der Republikanischen Brüder das islamische Recht bewusst von der medinischen auf die mekkanische Ebene weiterentwickelt werden. Es sei möglich und notwendig, gestützt „auf das Diktat der durch den Glauben erleuchteten Vernunft“, aus den grundlegenden Versen des Korans und der Sunna des Propheten Mohammed als neue Ebene der Scharia diese „zweite Botschaft des Islam“ abzuleiten, die in der Lage ist, den Bedürfnissen der heutigen Gesellschaft gerecht zu werden. Von dieser Zweiten Botschaft des Islams meinen die Republikanischen Brüder, dass sie „die sozioökonomische Ordnung gemäß den fortschrittlichsten Vorstellungen von Demokratie und Sozialismus regelt“.

### Ablehnung der „traditionellen Scharia“
Die Ablehnung der „traditionellen Scharia“ kennzeichnet auch das Denken der Republikanischen Brüder. Zwar meinen sie, dass die traditionelle Scharia im Vergleich zur vorislamischen Zeit eine große Verbesserung für Frauen dargestellt habe, doch sei sie in der Gegenwart „veraltet und irrelevant“. Abdullahi Ahmed An-Na'im verwarf die „traditionelle Scharia“ als undemokratisch, kapitalistisch und diskriminierend. Die traditionelle Scharia repräsentiere aber keinesfalls den gesamten Islam, sondern nur einen transitorischen Teil davon. An ihrer Stelle forderten die Republikanischen Brüder die Anerkennung des Evolutionsprinzips, das ihrer Meinung nach vollständig im Koran enthalten ist. Sie bestritten allerdings energisch, dass es sich bei ihrer Position um eine dogmatische Innovation handele.
Die Republikaner lehnen auch viele Konzepte, die allgemein im Islam als verpflichtend angenommen werden, wie zum Beispiel Zakāt und Dschihad ab, weil sie sie als Teil der traditionellen Scharia, die auf der ersten Botschaft des Islams beruht, betrachten.

### Der Islam als Mittelweg zwischen gegensätzlichen Lehren
Die Republikanischen Brüder betrachten Judentum, Christentum und Islam als die „letzten drei himmlischen monotheistischen Botschaften“, die zusammengenommen eine Gesamtkommunikation darstellen, die in drei Dimensionen zum Ausdruck kommt. Während das Judentum für sie die materialistischsten Aspekte der Religion widerspiegelt, spiegelt das Christentum die spirituellen Seiten der Religion wider. Vom Islam meinen sie, dass er beide Seiten in einer einzigen religiösen Erfahrung, die jeder Mensch erreichen kann, vereine. Die Republikanischen Brüder meinten auch, dass die Zweite Botschaft des Islam die Gegensätze zwischen den beiden Lagern der kapitalistischen liberalen Demokratien und der marxistischen totalitären Regime aufheben und auf diese Weise die Menschheit retten könne. Die Republikanischen Brüder sahen sowohl Judentum und Christentum als auch Kapitalismus und Marxismus in einem dualistischen Rahmen, den der Islam mit seiner Zweiten Botschaft überbrücken könne.

### Politische Auffassungen
Auf politischer Ebene forderten die Republikanischen Brüder die Gründung eines humanistischen Staates, der insofern islamisch ist, als die Verfassung aus dem Wesen des Korans abgeleitetes Wissen widerspiegelt. Im Hinblick auf den Sudan wollten sie einen föderalen Präsidialstaat errichten, in dem eine dezentrale Verwaltung praktiziert und eine kooperative sozialistische Wirtschaft entwickelt und aufrechterhalten wird.
Die Republikanischen Brüder grenzten den Islam von allen zeitgenössischen Regimen und Bewegungen ab, die islamisch zu sein behaupteten, sei es Saudi-Arabien, Iran, Libyen oder die Muslimbrüder. An Saudi-Arabien kritisierten sie die erbliche Monarchie, die ihrer Meinung nach dem Islam widerspricht. Den Muslimbrüdern warfen sie vor, nicht verstanden zu haben, dass einige Prinzipien der traditionellen Scharia nur für eine Übergangsphase gedacht waren.

### Spiritualität und Gebet
Die Republikanischen Brüder betrachten individuelles Gebet und Religion als Ganzes als Formen der Psychotherapie auf individueller und gemeinschaftlicher Ebene. Die Religion muss ihrer Auffassung nach voranschreiten, nicht um im Einklang mit der Wissenschaft zu stehen, sondern um die Menschen aus der Sklaverei der Wissenschaft zu befreien. Der Dschumhūrī wird als sālik begriffen, also als ein Mensch, der den mystischen Weg beschreitet und durch die Gemeinschaft der Gleichgesinnten seine Befreiung verwirklichen kann.
Charakteristisch ist auch die Ausrichtung auf den Propheten Mohammed. Die Republikaner sollten seinem Weg folgen und sich nach seinem Charakter und seiner moralischen Rechtschaffenheit umgestalten. Dafür sollten tägliche kurzgehaltene Chalwa-Praktiken dienen. Abends versammelten sich die Anhänger der Bewegung zum Dhikr. Der Prophet habe in seinen Andachtsübungen alle seine Fähigkeiten so einsetzen können, dass sie nach und nach sein inneres und äußeres Selbst, sein Bewusstsein und sein Unbewusstes vereinten.

### Vegetarismus
Mahmud Muhammad Tāhā aß kein Fleisch. Viele Republikaner gaben unter seinem Einfluss ebenfalls den Fleischkonsum auf. Dieser Vegetarismus und die wachsende wirtschaftliche Not des Landes veranlassten die Republikaner dazu, die Beendigung des Massenschlachtens von Schafen während des Opferfestes zu fordern.

## Ähnlichkeiten mit anderen islamischen Reformbewegungen
Paul Magnarella sieht viele Ähnlichkeiten zwischen der Ideologie der Republikanischen Brüder und denen anderer muslimischer Reformdenker. Als Beispiele nennt er die Ablehnung traditioneller Interpretationen des Korans, die auch vom schiitischen Syed Ameer Ali in seinem Buch The Spirit of Islam vertreten wurde, und die Verwerfung der Ideen von Hölle und ewiger Verdammnis, die sich auch bei Muhammad Iqbal findet. Im Gegensatz zu früheren islamischen Reformbewegungen, die in der Vergangenheit einen faktischen Kompromiss zwischen muslimischen und nicht-muslimischen Elementen durch Idschtihād und im Rahmen der Scharia zu erreichen suchten, hielten die Republikanischen Brüder aber den Idschtihād für unzureichend und lehnten es ab, sich an den Rahmen der Scharia zu binden.

## Veröffentlichungen
Bis 1982 veröffentlichten die Republikanischen Brüder ungefähr achtzig Werke auf Arabisch über die Zweite Botschaft des Islams. Hierzu gehören insbesondere:
- al-Ḥizb al-Ǧumhūrī: Zaʿīm Ǧabhat al-Mīṯāq al-Islāmī fī mīzān 1) aṯ-ṯaqāfa al-ġarbīya wa- 2) al-Islām. Omdurman 1968 Digitalisat der zweiten Auflage (Widerlegung eines politischen Manifests von Hasan at-Turabi)
- al-Iḫwān al-ǧumhūrīyūn: Maʿālim ʿalā ṭarīq taṭauwur al-fikra al-ǧumhūrīya ḫilāl ṯalāṯīna ʿāman 1945–1975. Khartum 1976. Online-Version Band I Online-Version Band II
- The Republican Brothers: An Introduction to the Second Message of Islam. 3. Aufl. Omdurman 1980. Online-Version der Erstausgabe vom Mai 1976
- The Republican Brothers: The Religion of Man: A New Conception of Islam. 2. Aufl. Omdurman 1980. Online-Version der Erstausgabe vom Juni 1979
- The Republican Brothers: Towards the Second Message of Islam. Omdurman 1980. Online-Version vom November 1980
- al-Iḫwān al-ǧumhūrīyūn: al-Ḫifāḍ al-firʿaunī. Ohne Ort 1981. (Rechtfertigung ihres Kampfes gegen das Verbot der Infibulation) Online-Version

## Belege
1. 1 2 3  an-Na'im/Pierce: "Sudan’s Republican Brothers. An alternative Islamic Ideology". 1987, S. 40.
2. ↑  Lichtenthäler: “Muṣliḥ mystic and martyr: the vision of Maḥmūd Muḥammad Ṭaha and the Republican Brothers in the Sudan.” 1995, S. 58.
3. 1 2 3  Magnarella: “The Republican Brothers: A Reformist Movement in Sudan”. 1982, S. 24.
4. ↑  Stevens: “Sudan's Republican Brothers and Islamic reform”. 1981, S. 137 f.
5. 1 2 3  Oevermann: Die Republikanischen Brüder im Sudan. Eine islamische Reformbewegung im Zwanzigsten Jahrhundert. 1993, S. 49.
6. 1 2  Mahmoud: “Mahmud Muhammad Taha and the Rise and Demise of the Jumhuri Movement.” 2001, S. 68.
7. ↑  Mahmoud: “Mahmud Muhammad Taha and the Rise and Demise of the Jumhuri Movement.” 2001, S. 69 f.
8. ↑  Thomas: Islam's Perfect Stranger: The Life of Mahmud Muhammad Taha. 2010, S. 67.
9. ↑  Maḥmūd Muḥammad Ṭāhā: as-Sifr al-auwal. 3. Aufl. Omdurman 1976. S. 23. Online-Version mit Link zum Digitalisat
10. ↑  Mahmoud: “Mahmud Muhammad Taha and the Rise and Demise of the Jumhuri Movement.” 2001, S. 71.
11. ↑  Thomas: Islam's Perfect Stranger: The Life of Mahmud Muhammad Taha. 2010, S. 71.
12. ↑  Thomas: Islam's Perfect Stranger: The Life of Mahmud Muhammad Taha. 2010, S. 70.
13. ↑  Oevermann: Die Republikanischen Brüder im Sudan. Eine islamische Reformbewegung im Zwanzigsten Jahrhundert. 1993, S. 50.
14. ↑  Thomas: Islam's Perfect Stranger: The Life of Mahmud Muhammad Taha. 2010, S. 73.
15. ↑  Mahmoud: “Mahmud Muhammad Taha and the Rise and Demise of the Jumhuri Movement.” 2001, S. 71 f.
16. ↑  Oevermann: Die Republikanischen Brüder im Sudan. Eine islamische Reformbewegung im Zwanzigsten Jahrhundert. 1993, S. 51.
17. 1 2  Mahmoud: “Mahmud Muhammad Taha and the Rise and Demise of the Jumhuri Movement.” 2001, S. 74.
18. 1 2  Oevermann: Die Republikanischen Brüder im Sudan. Eine islamische Reformbewegung im Zwanzigsten Jahrhundert. 1993, S. 52.
19. ↑  Oevermann: Die Republikanischen Brüder im Sudan. Eine islamische Reformbewegung im Zwanzigsten Jahrhundert. 1993, S. 53.
20. ↑  Oevermann: Die Republikanischen Brüder im Sudan. Eine islamische Reformbewegung im Zwanzigsten Jahrhundert. 1993, S. 52 f.
21. 1 2  Oevermann: Die Republikanischen Brüder im Sudan. 1993, S. 55.
22. ↑  Mahmoud: “Mahmud Muhammad Taha and the Rise and Demise of the Jumhuri Movement.” 2001, S. 75.
23. 1 2  Oevermann: Die Republikanischen Brüder im Sudan. 1993, S. 56.
24. ↑  al-Iḫwān al-ǧumhūrīyūn: Maʿālim ʿalā ṭarīq taṭauwur al-fikra al-ǧumhūrīya ḫilāl ṯalāṯīna ʿāman 1945–1975. Khartum 1976. Bd. II, S. 12. Online-Version
25. ↑  Thomas: Islam's Perfect Stranger: The Life of Mahmud Muhammad Taha. 2010, S. 132.
26. 1 2 3 4 5 6 7 8 9 10 11 12 13  Stevens: “Sudan's Republican Brothers and Islamic reform” 1981.
27. ↑  Maḥmūd Muḥammad Ṭāhā: ad-Dustūr al-islāmī naʿam wa-lā. Omdurman 1968. Online-Version
28. ↑  Mahmoud: “Mahmud Muhammad Taha and the Rise and Demise of the Jumhuri Movement.” 2001, S. 78.
29. ↑  Oevermann: Die Republikanischen Brüder im Sudan. 1993, S. 59.
30. ↑  Thomas: Islam's Perfect Stranger: The Life of Mahmud Muhammad Taha. 2010, S. 138.
31. ↑  Oevermann: Die Republikanischen Brüder im Sudan. 1993, S. 57.
32. ↑  Oevermann: Die Republikanischen Brüder im Sudan. 1993, S. 58.
33. ↑  Oevermann: Die Republikanischen Brüder im Sudan. 1993, S. 70.
34. ↑  Thomas: Islam's Perfect Stranger: The Life of Mahmud Muhammad Taha. 2010, S. 167.
35. 1 2  Oevermann: Die Republikanischen Brüder im Sudan. 1993, S. 70 f.
36. ↑  Oevermann: Die Republikanischen Brüder im Sudan. 1993, S. 71 f.
37. ↑  Oevermann: Die Republikanischen Brüder im Sudan. 1993, S. 73 f.
38. 1 2  Mahmoud: “Mahmud Muhammad Taha and the Rise and Demise of the Jumhuri Movement.” 2001, S. 84.
39. ↑  Mahmoud: “Mahmud Muhammad Taha and the Rise and Demise of the Jumhuri Movement.” 2001, S. 87.
40. 1 2  Thomas: Islam's Perfect Stranger: The Life of Mahmud Muhammad Taha. 2010, S. 168.
41. ↑  Thomas: Islam's Perfect Stranger: The Life of Mahmud Muhammad Taha. 2010, S. 184.
42. ↑  Thomas: Islam's Perfect Stranger: The Life of Mahmud Muhammad Taha. 2010, S. 183.
43. ↑  Thomas: Islam's Perfect Stranger: The Life of Mahmud Muhammad Taha. 2010, S. 122.
44. ↑  Lichtenthäler: “Muṣliḥ mystic and martyr: the vision of Maḥmūd Muḥammad Ṭaha and the Republican Brothers in the Sudan.” 1995, S. 73.
45. 1 2  Magnarella: “The Republican Brothers: A Reformist Movement in Sudan”. 1982, S. 15.
46. ↑  Online-Version des Pamphlets.
47. ↑  Oevermann: Die Republikanischen Brüder im Sudan. Eine islamische Reformbewegung im Zwanzigsten Jahrhundert. 1993, S. 77.
48. ↑  Lichtenthäler: “Muṣliḥ mystic and martyr: the vision of Maḥmūd Muḥammad Ṭaha and the Republican Brothers in the Sudan.” 1995, S. 74.
49. ↑  Mahmoud: “Mahmud Muhammad Taha and the Rise and Demise of the Jumhuri Movement.” 2001, S. 80.
50. ↑  Abdullahi Ahmed an-Naʿim in seiner Einleitung zu Mahmoud Mohamed Taha: The Second Message of Islam. Syracuse University Press, Syracuse, NY 1987. S. 10.
51. ↑  Mahmoud: “Mahmud Muhammad Taha and the Rise and Demise of the Jumhuri Movement.” 2001, S. 81.
52. ↑  Mahmoud: “Mahmud Muhammad Taha and the Rise and Demise of the Jumhuri Movement.” 2001, S. 82.
53. ↑  Mahmoud: “Mahmud Muhammad Taha and the Rise and Demise of the Jumhuri Movement.” 2001, S. 83.
54. ↑  Reinhard Schulze: Islamischer Internationalismus im 20. Jahrhundert. Untersuchungen zur Geschichte der Islamischen Weltliga. Brill, Leiden u. a. 1990. S. 385.
55. ↑  Lichtenthäler: “Muṣliḥ mystic and martyr: the vision of Maḥmūd Muḥammad Ṭaha and the Republican Brothers in the Sudan.” 1995, S. 76.
56. ↑  John L. Esposito: Islam and Politics. 3. Aufl. Syracuse University Press, Syracuse, NY 1991. S. 238.
57. ↑  Thomas: Islam's Perfect Stranger: The Life of Mahmud Muhammad Taha. 2010, S. 223.
58. ↑  Thomas Schmidinger: ArbeiterInnenbewegung im Sudan : Geschichte und Analyse der ArbeiterInnenbewegung des Sudan im Vergleich mit den ArbeiterInnenbewegungen Ägyptens, Syriens, des Südjemen und des Iraq. Peter Lang, Frankfurt/Main 2004. S. 88.
59. ↑  Mahmoud: “Mahmud Muhammad Taha and the Rise and Demise of the Jumhuri Movement.” 2001, S. 84 f.
60. ↑  Thomas: Islam's Perfect Stranger: The Life of Mahmud Muhammad Taha. 2010, S. 182.
61. ↑  Thomas: Islam's Perfect Stranger: The Life of Mahmud Muhammad Taha. 2010, S. 176.
62. 1 2  Mahmoud: “Mahmud Muhammad Taha and the Rise and Demise of the Jumhuri Movement.” 2001, S. 86.
63. ↑  Thomas: Islam's Perfect Stranger: The Life of Mahmud Muhammad Taha. 2010, S. 168.
64. ↑  Thomas: Islam's Perfect Stranger: The Life of Mahmud Muhammad Taha. 2010, S. 167.
65. ↑  Thomas: Islam's Perfect Stranger: The Life of Mahmud Muhammad Taha. 2010, S. 176f.
66. ↑  Thomas: Islam's Perfect Stranger: The Life of Mahmud Muhammad Taha. 2010, S. 169.
67. ↑  an-Na'im/Pierce: "Sudan’s Republican Brothers. An alternative Islamic Ideology". 1987, S. 41.
68. 1 2  Magnarella: “The Republican Brothers: A Reformist Movement in Sudan”. 1982, S. 19.
69. 1 2 3  Magnarella: “The Republican Brothers: A Reformist Movement in Sudan”. 1982, S. 20.
70. 1 2 3 4  Magnarella: “The Republican Brothers: A Reformist Movement in Sudan”. 1982, S. 17.
71. 1 2  Magnarella: “The Republican Brothers: A Reformist Movement in Sudan”. 1982, S. 21.
72. 1 2 3  Magnarella: “The Republican Brothers: A Reformist Movement in Sudan”. 1982, S. 16.
73. ↑  Magnarella: “The Republican Brothers: A Reformist Movement in Sudan”. 1982, S. 14.
74. ↑  ʿAbd ar-Raḥmān: Taḥauwulāt al-ḫiṭāb al-islāmī fī Ifrīqiyā. 2015, S. 117.
75. ↑  Magnarella: “The Republican Brothers: A Reformist Movement in Sudan”. 1982, S. 20 f.
76. ↑  Magnarella: “The Republican Brothers: A Reformist Movement in Sudan”. 1982, S. 22.
77. ↑  Magnarella: “The Republican Brothers: A Reformist Movement in Sudan”. 1982, S. 18.
78. 1 2 3  Magnarella: “The Republican Brothers: A Reformist Movement in Sudan”. 1982, S. 23.
79. 1 2  Mahmoud: “Mahmud Muhammad Taha and the Rise and Demise of the Jumhuri Movement.” 2001, S. 85.
80. ↑  Thomas: Islam's Perfect Stranger: The Life of Mahmud Muhammad Taha. 2010, S. 181.